# Atrium (bouwkunde)

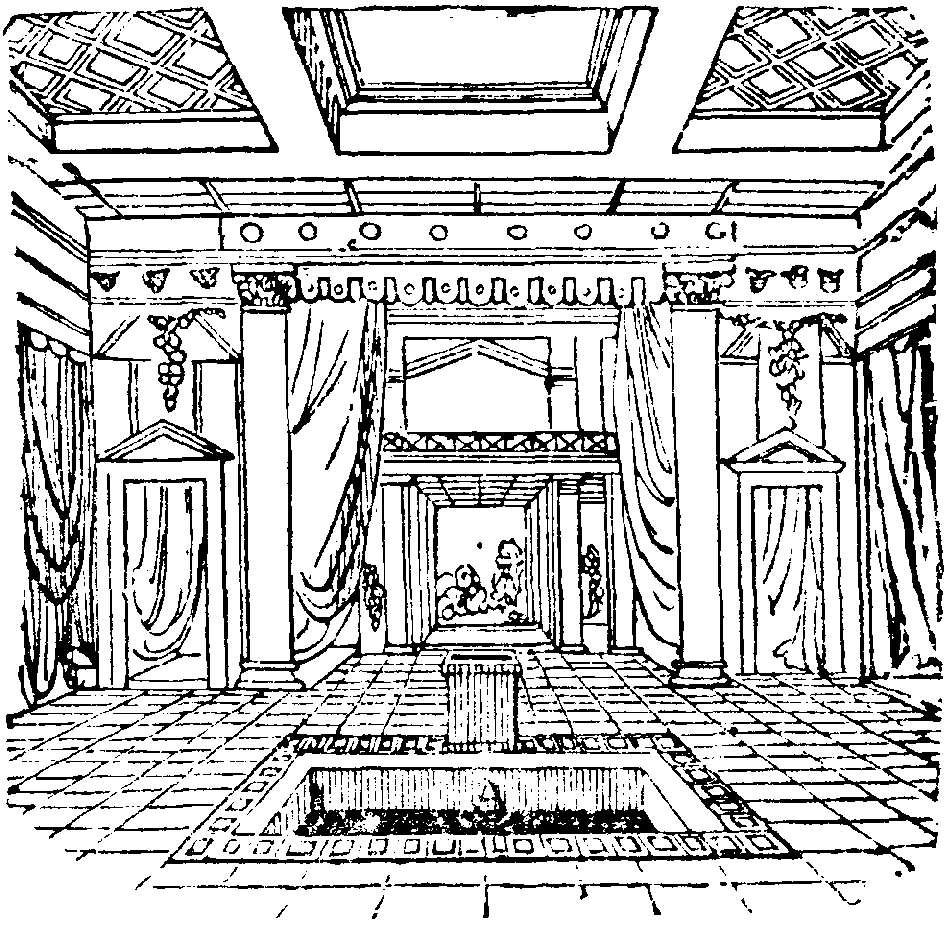
Atrium in de Romeinse tijd.

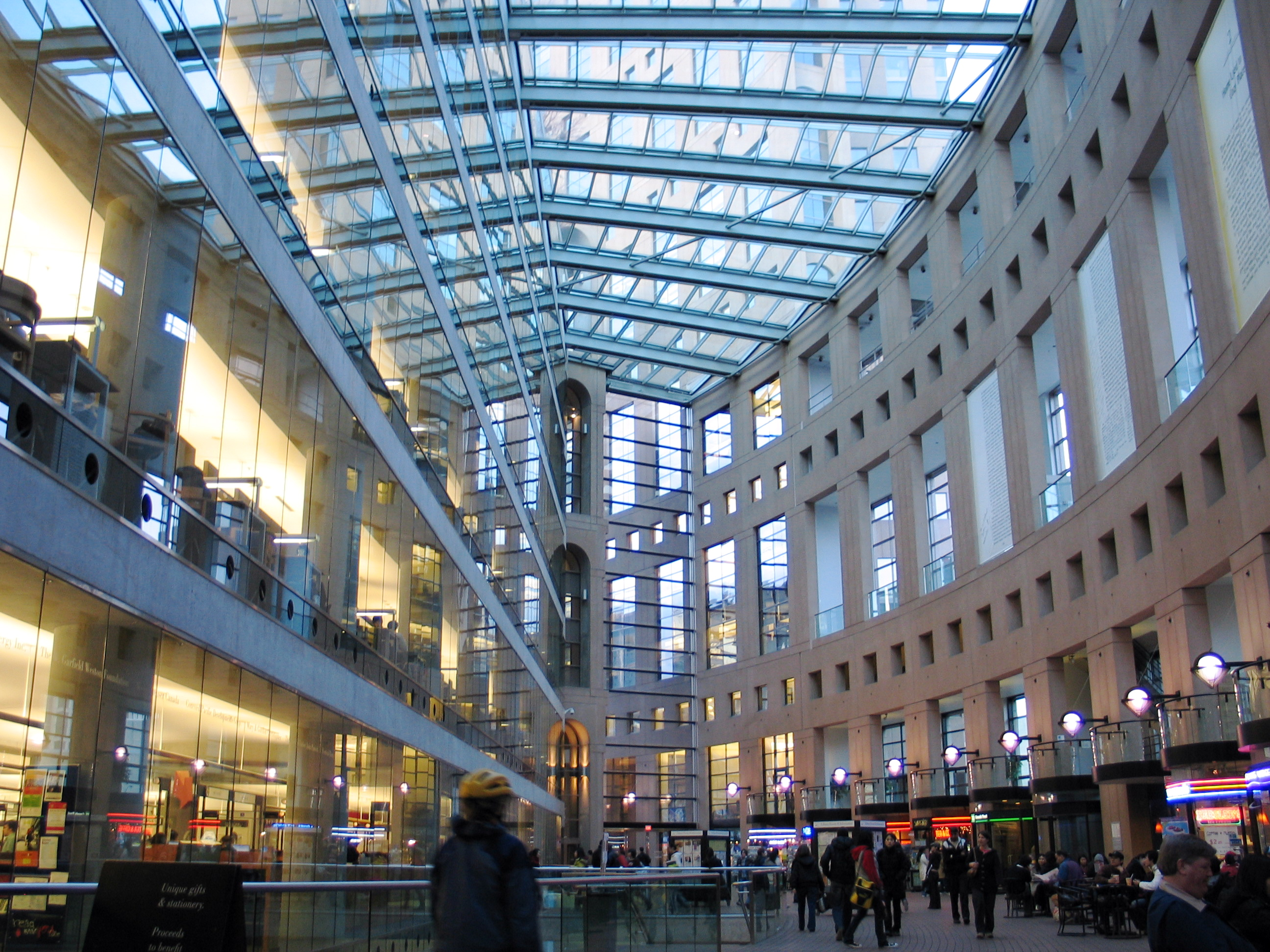
Atrium van de Public Library te Vancouver.

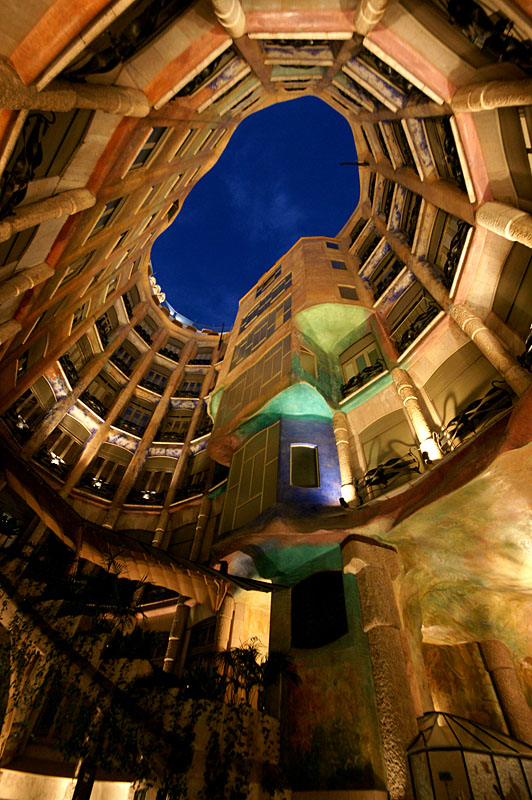
Atrium van Casa Milà van Antoni Gaudí.

Het atrium is in de bouwkunde de naam van een centrale ruimte in een gebouw.

## Italiaans/Romeins atrium
Het atrium ontstond als een onderdeel van het Italiaanse huis van de gegoede klasse. Mogelijkerwijze heeft het een Etruskische oorsprong. Men is het erover eens dat er in ieder geval in de 3e eeuw v.Chr. atriumhuizen waren. Of er al eerder huizen met een atrium waren is nog niet goed bekend. Aanvankelijk was het atrium de plaats waar het familiaal leven zich afspeelde: er werd gekookt, gewassen en gegeten. Door de vrouwen werd er gesponnen en geweven en er stonden soms kisten en amforae om dingen op te slaan. In tegenstelling tot de Griekse vrouwen, waren de Romeinse vrouwen niet verbannen tot de achterkamers en leefden en werkten zij in het atrium. Naarmate de huizen in omvang groeiden, verlegde het familiaal leven zich naar achteren. Vooral uit Pompeï zijn veel atriumhuizen bekend, waar achter het atrium vaak een peristylium lag als een tweede centrale ruimte van de woning. Het atrium werd zo de ontvangstkamer, waar de heer des huizes (dominus) zijn clienten ontving.
In het Romeinse huis (domus) kwam men in het atrium vanaf de voordeur (ianua) via een korte gang (fauces). Aan het atrium grensden verschillende vertrekken, en aan de achterzijde lagen links en rechts meestal twee open ruimtes, vleugels (alae) genoemd. Het atrium diende als huiskamer en men ontving er ook de gasten. In het atrium bevond zich vaak het lararium (klein heiligdom voor de huisgoden). Als centraal deel van het huis was het atrium vaak rijk versierd met mozaïeken en muurschilderingen.
Vitruvius (De Architectura VI, 3) onderscheidde vijf soorten, waarvan één zonder impluvium (regenwaterbassin): het atrium testudinatum, dat geheel overdekt was. De andere vier soorten hebben wél een impluvium, waarvan het atrium displuviatum (afwaterend atrium) een schuin dak heeft dat het regenwater naar buiten toe laat aflopen. Bij de andere drie soorten loopt het dak naar binnen toe af, zodat het regenwater via het compluvium in het impluvium terechtkomt. Het atrium tuscaninum (Tuscisch atrium) heeft geen zuilen, het atrium tetrastylum (tetrastyle atrium) heeft vier zuilen, en het atrium corinthium (Korinthisch atrium) heeft meer zuilen.
De rijkere huizen konden verschillende atria hebben. Zo had het huis van Aulus Umbricius Scaurus, een rijke handelaar in garum in Pompeï, drie atria.
Volgens de Romeinse schrijver Varro (De lingua Latina V, 161) komt de naam atrium van de Etruskische plaats Atria (het tegenwoordige Atri), vanwaar het gebruik van het atrium zich verspreid zou hebben. Enkele andere schrijvers geven als verklaring dat atrium is afgeleid van het Latijnse ater (zwart), omdat er een haard was en het er zwart werd van de rook.

## Oud-christelijk atrium
In de oud-christelijke periode gebruikte men het woord atrium of narthex voor de voorhof van een basiliek. Deze onoverdekte voorhof was meestal aan alle kanten door zuilen omgeven (peristylium). Een vroeg voorbeeld van een kerk met zo’n atrium is de oorspronkelijke Sint-Pietersbasiliek.

## Atrium in de moderne architectuur
De term atrium wordt ook in latere bouwkunst gebruikt om een ruimte te benoemen. Veelal is deze ruimte bij de ingang van een gebouw gesitueerd en is dan samengesteld uit de entree van het gebouw met daarachter een vide.
In Nederland heeft bijvoorbeeld het Stadhuis van Den Haag, ontworpen door Richard Meier, een beroemd atrium van 12 verdiepingen hoogte over bijna het gehele oppervlak van het gebouw. De kantoren zijn om dit atrium heen gebouwd.
De Sint-Lambertuskerk (Horst) is een van de weinige kerken die een atrium heeft. De kerk werd ontworpen door Alphons Boosten, en is in de jaren 50 gebouwd.